# Bulbophyllum samoanum
Bulbophyllum samoanum är en orkidéart som beskrevs av Rudolf Schlechter. Bulbophyllum samoanum ingår i släktet Bulbophyllum och familjen orkidéer. Inga underarter finns listade i Catalogue of Life.